# Puch M 50
Dieser Artikel wurde auf der  Qualitätssicherungsseite des Portals Auto und Motorrad eingetragen. 
Bitte hilf mit, ihn zu verbessern, und beteilige dich an der Diskussion. (+)
Die Puch M 50 war ein motorisiertes Zweirad der Puch-Werke, das in verschiedenen Ausführungen von 1967 bis 1976 produziert wurde. Es wurde von einem je nach Ausführung gebläse- oder fahrtwindgekühlten Einzylinder-Zweitakt Motor mit Vier- oder Sechsganggetriebe mit Fußschaltung angetrieben. Die Gestaltung passte der Hersteller noch stärker dem Publikumswunsch an, die Mopeds mögen wie "richtige Motorräder" aussehen.

## Modelle
Gebläsegekühlte Viergangmodelle mit Mopedzulassung in Österreich:
- Puch M 50 Sprinter, Ursprungsmodell der M50-Reihe / Farbe:Violett

- Puch M 50 SG, Preiswerte Version der M 50 Racing, ohne verchromte Kotflügel und mit Gebläsekühlung / Farbe: Transparent Rot[1]

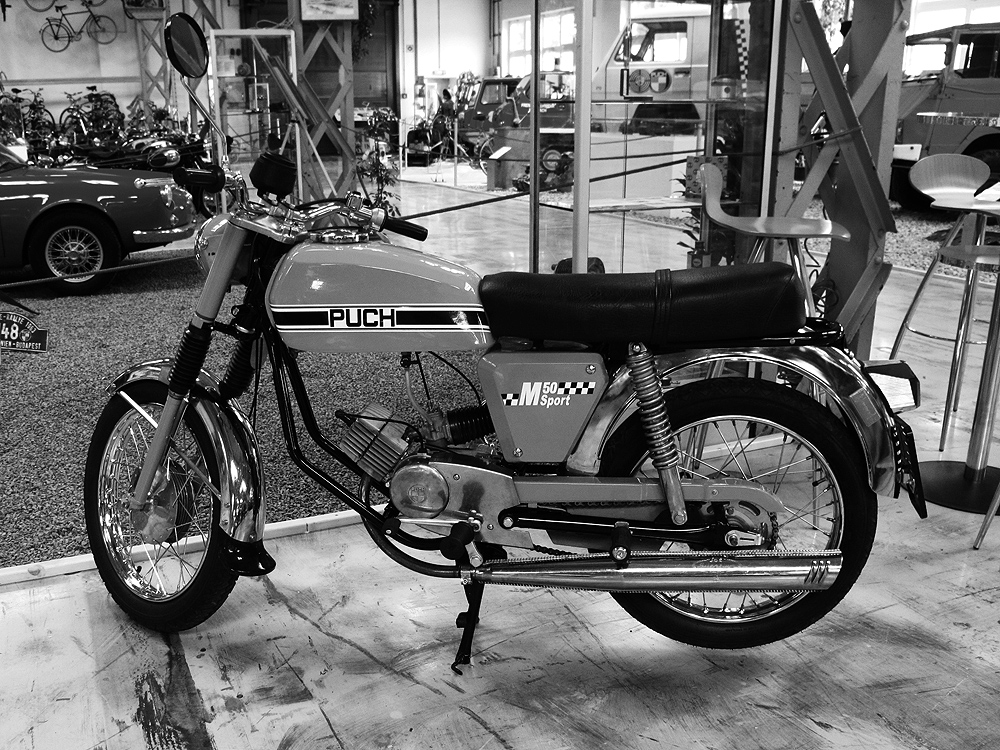
Die grüne Puch M 50 Sport, aufgenommen im Johann Puch-Museum Graz

Fahrtwindgekühlte Viergangmodelle mit Mopedzulassung in Österreich:
- Puch M 50 SE, Nachfolgemodell der M 50 Sprinter, Mit Doppelauspuff und Fahrtwindkühlung / Farbe:Transparentrot, Gelb

- Puch M 50 S, Günstige Version der M 50 SE, kleinerer Zylinder und nur ein Auspuffrohr / Farbe: Transparentrot

- Puch M 50 Sport, Baugleich mit M 50 S, mit kleinerem Tank und kleinerer Sitzbank / Farbe: Grün

- Puch M 50 Racing, Baugleich mit M 50 SE, mit kleinerem Tank und kleinerer Sitzbank / Farbe: Transparentrot

- Puch M 50 Grand Prix, Baugleich mit M 50 Racing, mit anderem Zylinder, nur einem Auspuffrohr und Blinkern / Farbe: Orange

- Puch M 50 Cross, Nachfolgemodell der Puch MC 50 mit anderem Rahmen, anderer Gabel und anderem Lenker als sonstige M 50 / Farbe: Gelb

Fahrtwindgekühlte Sechsgangmodelle mit Kleinkraftrad- und Mopedzulassung in Österreich:
- Puch M 50 Jet, ähnelt Viergangmodellen, aufgrund des Motors aber ein anderer Rahmen, mit Blinkern und anderem Lenker / Farbe: Gelb, Blau